# わかち書き

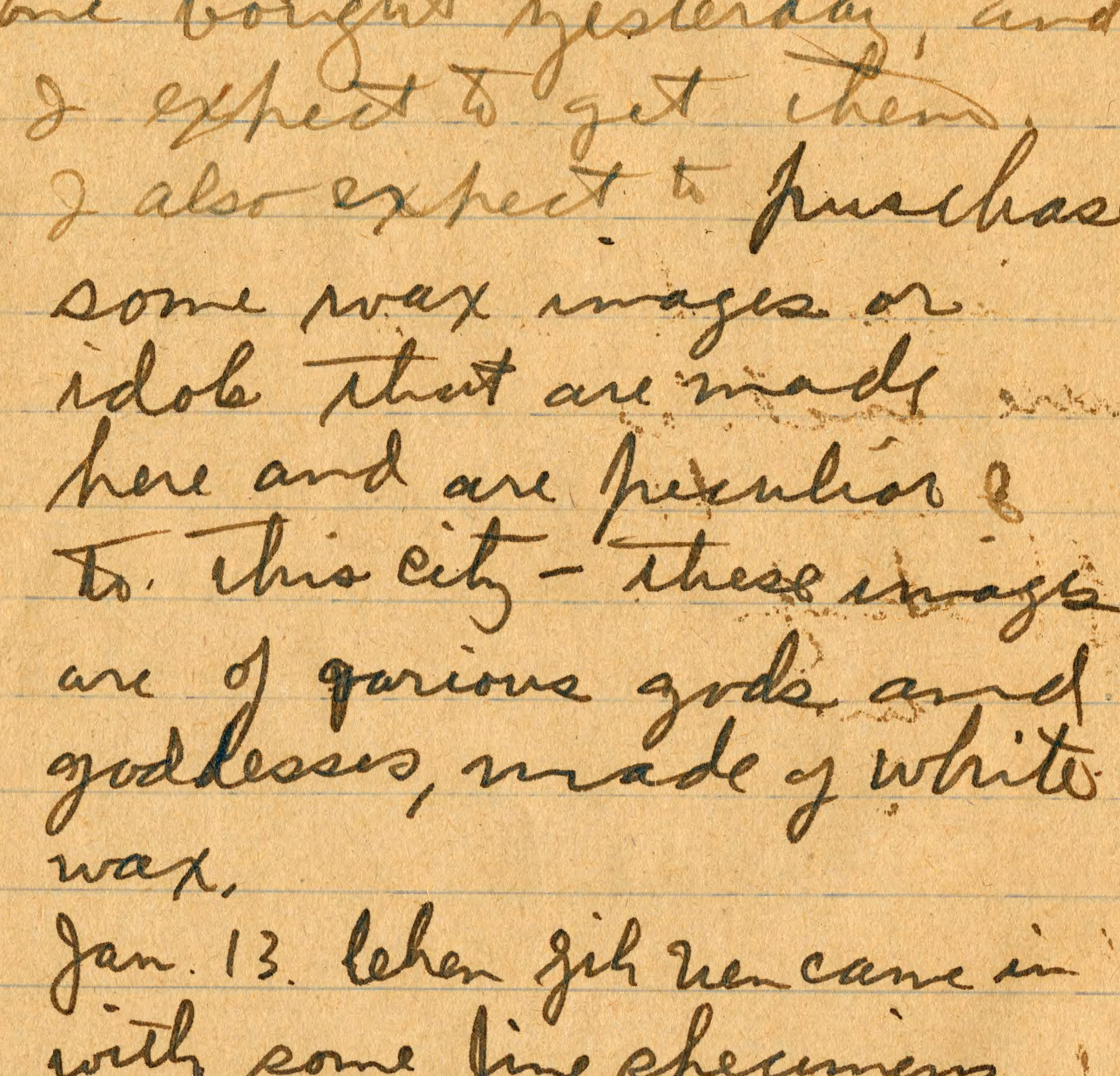
わかち書きがされた英文の日記

わかち書き（わかちがき）とは、文章において語の区切りに空白を挟んで記述することである。分かち書き、分ち書き、別ち書き、分書とも表記する。分別書き、放ち書きという命名もされている。

## 日本語のわかち書き
日本語は、通常の文章では、空白（スペース）によって語を区切ることはない。日本語の通常の文章は仮名漢字交じりなので、漢字、カタカナ、ひらがな等の文字種の違いや、句読点や中点によって語や文章の区切りを識別する。しかし、句読点をこのような目的に使用するせいで、文構造や修飾関係、節の切れ目などを表わす機能があいまいなものになっている。句読点を付ける厳密な条件は決まっておらず、また一種類のみの文字種で構成された文章では、語の区切りを誤りやすい。単語の区切りを誤って読むことは、「ぎなた読み」と呼ばれる。
例えば、
- こうしまるやさいいち

という文は、「講師丸谷才一」と「こう閉まる野菜市」に読める可能性がある。その場合、それぞれ、
- こうし　まるやさいいち
- こう　しまる　やさいいち

とわかち書きをすれば誤読の可能性はなくなる。わかち書きをしないことにより、日本語はコンピュータによる検索や語数チェックなどのデータ処理が非常に難しくなっている。
わかち書きにも様々な流派がある。
- 日本語の文章において語の区切りに空白を挟んで記述すること（原文）
- にほんご　の　ぶんしょう　に　おい　て　ご　の　くぎり　に　くうはく　を　はさん　で　きじゅつする　こと（単語ごとの区切り）
- にほんごの　ぶんしょうに　おいて　ごの　くぎりに　くうはくを　はさんで　きじゅつする　こと（文節ごとの区切り）
- にほんごの　ぶんしょうにおいて　ごのくぎりに　くうはくをはさんで　きじゅつすること（要素ごとの区切り）

### 現代における使用例
- 日本語では、わかち書きは、漢字が制限されている小学校低学年や外国人初学者向けの教科書や、マシンスペックやROM容量が制限された時代のコンピュータゲームでの、ひらがな・カタカナのみから構成される文によく使われてきた。ハードが漢字対応してからも、『ポケットモンスター』など低年齢層のプレイを想定したゲームの多くでは、わかち書きでの表記が使用されている。『ドラゴンクエスト』のリメイク版など、旧作の台詞を漢字に置き換えてもわかち書きは残す場合もある。
- 漢字の不使用自体を作法とするカナタイプの文章では、文意を正確に伝えるためにわかち書きが必須となる。挟む空白は、全角（2バイト文字1個分）のこともあるが、その半分（半角）のこともあり、併存している。
- 日本語に不慣れな外国人あるいは日本語学習者がひらがなを主体としたわかち書きの文章を用いる例があり[4]、そのたどたどしいさまが、けなげさ、可愛らしさにつながりより深い共感を生む場合がある[5]。
- 音声入力の区切りに半角スペースが挟み込まれる。
- タイポグリセミアを利用した文を披露する際、わかち書きで作成する。
- やさしい日本語ではわかち書きが推奨されている。

### 日本語での詩歌でのわかち書き
短歌、俳句、川柳は通常、わかち書きせずに記載する。これら詩歌においてはわかち書き（改行も含む）に生ずる空白は、朗読の休止など、文学的表現上の意味や意図をもってなされると見なされる。
- をりとりてはらりとおもきすすきかな（飯田蛇笏、『山廬集』に収録）

のように全てかな書きであってもわかち書きをしない。
- 寒い月 ああ貌がない 貌がない（富澤赤黄男、『蛇の声』に収録）

のようにわかち書きがある作品は、空白部分は朗読を休止するものと解される。

### 日本語の点字のわかち書き
日本語の点字は、仮名文字体系で表記されるので、墨字から点訳する場合は、わかち書きをする必要がある。基本的に文節ごとに区切るが、サ変動詞「する」や複合名詞の対応などには点字独自のルールが存在する。たとえば先述の例文を点字式で表記する場合は以下のように「きじゅつ」と「する」を分けて書く。
- にほんごの ぶんしょうに おいて ごの くぎりに くうはくを はさんで きじゅつ する こと。（点字式）

## 朝鮮語のわかち書き
朝鮮語（韓国語）でも、一般に普及しているハングル専用表記の場合は、わかち書きを必要とする。そのため、日本語のわかち書きと同様、ほぼ文節に当たる単位（語節：助詞を語尾と見れば語ということになる）で分けるのが普通となっている。

## ラテン文字を使用する言語のわかち書き
ラテン文字を使用する言語では、語と語の間にスペースを置くことが多く、日本ではこれを「わかち書き」と呼ぶことがある。
古典ラテン語ではわかち書きを行う習慣がなく、中世に至ってわかち書きが普及した。碑文で中黒「･」（・）が使われることもあったが、単語の区切りが表されていないものが散見される。わかち書きは6世紀の頃にアイルランドで発明されたとみられており、ヨーロッパ大陸で普及したのは8世紀から10世紀にかけてである。
なおラテン文字を使用する多くの言語では語単位のわかち書きを行うが、ベトナム語では原則音節単位に空白を挿入するわかち書きを行うという特徴を持つ。

## ゲエズ文字を使用する言語のわかち書き
アフリカのエチオピア周辺の諸言語の表記に使用されているゲエズ文字では、語と語の間にコロン「:」に似た記号を挿入しわかち書きを行う。ただし現代ではこの記号はスペースに置きかえられつつある。

## わかち書きを行わない言語・文字体系
以下の言語と文字体系では、通常わかち書きを行わない。
- 日本語（漢字・片仮名・平仮名）※詳細は前述
- 中国語（漢字）
- タイ語（タイ文字）
- ラーオ語（ラオス文字（ラーオ文字））
- クメール語（クメール文字）